# Adrien Douady
Adrien Douady (* 25. September 1935 in La Tronche; † 2. November 2006 bei Saint-Raphaël in der Provence) war ein französischer Mathematiker, der sich unter anderem mit dynamischen Systemen beschäftigte.

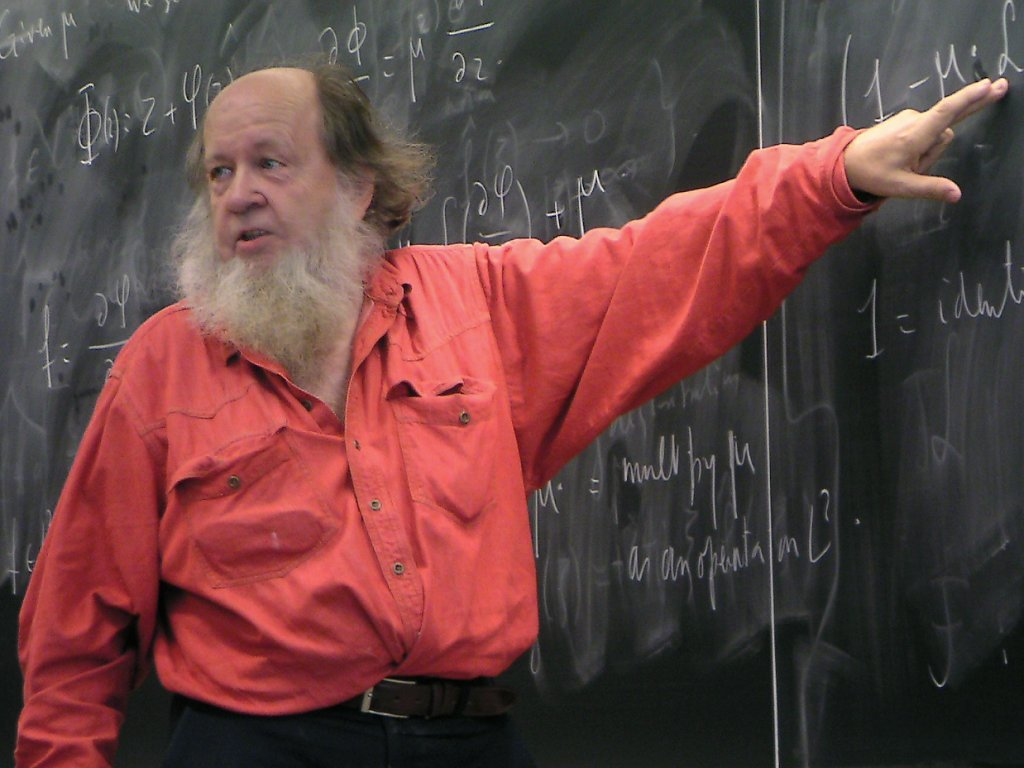
Adrien Douady, 2003

Douady studierte ab 1954 an der École normale supérieure und wurde 1965 bei Henri Cartan an der Universität Paris mit der Dissertation Le problème des modules pour les sous-espaces analytiques compacts d'un espace analytique donné. Annales Inst.Fourier, Bd. 16, 1966, S. 1–95) promoviert. Am Anfang beschäftigte er sich mit analytischer Geometrie (Theorie mehrerer komplexer Variabler) und war Mitglied von Bourbaki. Zu dieser Zeit lehrte er an der Faculté es Sciences der Universität Nizza Sophia-Antipolis. Später wechselte er das Arbeitsgebiet und beschäftigte sich mit dynamischen Systemen, insbesondere mit der Iteration komplexer Funktionen (holomorphe Dynamik), die zu fraktalen Gebilden wie der Julia-Menge führen. Hier arbeitete er eng mit seinem Schüler John H. Hubbard zusammen. Unter anderem bewiesen sie, dass die Mandelbrotmenge zusammenhängend ist und stellten eine berühmte Vermutung über deren Topologie auf (MLC-Vermutung). Sie fragten ob diese überall lokal zusammenhängend ist (woraus auch ihre Hyperbolizität folgen würde). Douady war Professor an der Universität Paris-Süd (Universität Paris XI) in Orsay.
Im November 2006 ertrank er, ein vorzüglicher Schwimmer, bei starkem Wellengang im Mittelmeer unweit Saint-Raphaël.
Douady war als Lehrer von großartiger Ernsthaftigkeit, aber dennoch stets zu überraschenden Scherzen aufgelegt. Über seine unkonventionelle Lebensweise und Handlungen gibt es eine Vielzahl von Anekdoten, die ihm nicht nur als Mathematiker, sondern auch als Persönlichkeit eine besondere Reputation einbrachten.
1997 wurde er korrespondierendes Mitglied der französischen Académie des sciences, 1989 erhielt er deren Prix Ampère. 1986 war er Invited Speaker auf dem ICM in Berkeley (Chirurgie sur les applications holomorphes) und 1966 in Moskau (Quelque problèmes des modules en géométrie analytique complexe).
Zu seinen Doktoranden zählen Herwig Hauser, John H. Hubbard, Xavier Buff und die chinesische Mathematikerin Tan Lei.
Mit seiner Ehefrau Régine Douady schrieb er ein Buch über Galoistheorie (Algèbre et théories galoisiennes. Paris, Cassini, 2. Auflage 2005, englische Ausgabe Springer 2020). Sein Sohn Raphael Douady (* 1959) ist ebenfalls Mathematiker und Ökonom.